# Elvíra Kastilská (po 1157)
Elvíra Kastilská (1079? – po dubnu 1157?) byla hraběnka z Toulouse a účastnice první křížové výpravy.

## Život
Narodila se jako nemanželská dcera kastilského krále Alfonse VI. a jeho milenky Jimeny Muñoz.
Roku 1094 byla provdána za hraběte Raimonda IV. z Toulouse. O dva roky později se společně s manželem vydala na křížovou výpravu. Raimond před odjezdem rozprodal většinu svého majetku, neboť se ve Svaté zemi hodlal usadit. Stal se jedním z vůdců kruciáty, zúčastnil se všech jejích bitev a roku 1103 obsadil oblast okolo Tripolisu, čímž vzniklo nové křižácké hrabství. Během obléhání mu Elvíra porodila syna Alfonse. Dobytí města se Raimond nedožil.
Ovdovělá Elvíra se s malým Alfonsem roku 1108 vrátila do Toulouse a na východ odcestoval s úmyslem převzít panství zesnulého hraběte jeho levobočný syn Bernard, který nevlastnímu bratrovi Alfonsovi předal provensálské statky.
Elvíra se před červencem 1117 provdala za hraběte Fernanda Fernándeze de Carrión a porodila mu tři děti. Ještě před rokem 1121 bylo manželství zrušeno. Naposledy je Elvíra doložena v dubnu 1157. Pravděpodobně zemřela krátce poté a byla pohřbena společně se svým otcem v klášteře sv. Benedikta v Sahagúnu.